# Ahlmannryggen
Ahlmannryggen är en ås i Dronning Maud land i  Antarktis. Den är uppkallad efter den svenske glaciologen och diplomaten Hans W:son Ahlmann.